# Parallelia roulera
Parallelia roulera är en fjärilsart som beskrevs av Swinhoe 1909. Parallelia roulera ingår i släktet Parallelia och familjen nattflyn. Inga underarter finns listade i Catalogue of Life.